# یاسین اوزدناک
یاسین اوزدناک (انگلیسی: Yasin Özdenak؛ زادهٔ ۱۱ اکتبر ۱۹۴۸) بازیکن فوتبال اهل ترکیه است.
از باشگاه‌هایی که در آن بازی کرده‌است می‌توان به باشگاه ورزشی استانبول‌اسپور و باشگاه فوتبال گالاتاسرای اشاره کرد.
وی همچنین در تیم ملی فوتبال ترکیه بازی کرده‌است.